# Общество всеобщей пользы
Общество всеобщей пользы (нидерл. De Maatschappij tot Nut van 't Algemeen, сокращённо нидерл. 't Nut ) — национальный союз с местными отделениями (департаментами), основанный в 1784 году и ставивший себе целью способствовать благополучию в самом широком смысле этого слова как отдельных лиц, так и общества.
Союз стремится к индивидуальному и общественному развитию с максимально глубоким культурным содержанием. Общество занималось и занимается тем, что служит общественной пользе, а также поддерживает образование, развитие и общественные дискуссии, тем самым внося вклад в демократизацию Нидерландов.
С самого начала Общество рассматривает себя как организацию, занимающуюся развитием общества, что, конечно же, вот уже 150 лет, предполагает развитие низших слоёв общества, малоимущих.